# King George Sound (sund i Australien, Tasmanien)
King George Sound är ett sund i Australien. Det ligger i delstaten Tasmanien, i den sydöstra delen av landet, omkring 43 kilometer öster om delstatshuvudstaden Hobart.
Runt King George Sound är det mycket glesbefolkat, med 3 invånare per kvadratkilometer. Genomsnittlig årsnederbörd är 731 millimeter. Den regnigaste månaden är juli, med i genomsnitt 89 mm nederbörd, och den torraste är februari, med 42 mm nederbörd.